# Jebba Road Bridge
Die Jebba Road Bridge führt die A 1, Jebbah-Mokwa Road bei Jebba im Bundesstaat Kwara, Nigeria über den Niger.
Die von Julius Berger Nigeria gebaute und 1976 eröffnete Nigerbrücke war damals die einzige und ist immer noch eine der wichtigsten Verbindungen zwischen Lagos und dem Norden des Landes. Die nächste Brücke stromaufwärts ist die rund 100 km entfernte Brücke am Kainji-Damm. Stromabwärts steht die nächste Brücke in rund 300 km Entfernung bei Lokoja, die die A 2 über den Niger führt.
Die vierspurige Brücke verläuft über eine Insel. Ihr südlicher Abschnitt ist 760 m lang, ihr nördlicher Abschnitt ist etwas über 300 m lang. Die Spannbeton-Hohlkastenbrücke wird im südlichen Abschnitt von 15 Pfeilern und im nördlichen Abschnitt von 6 Pfeilern getragen.
In unmittelbarer Nachbarschaft zu ihr quert die 1915 eröffnete Jebba Railway Bridge den Niger.